# Rastislav Dej
Rastislav Dej (* 12. září 1988, Považská Bystrica) je slovenský hokejový útočník a reprezentant, který od května 2024 nastupuje za slovenský klub Vlci Žilina.

## Hráčská kariéra
S hokejem začínal ve svých čtyřech a půl letech v týmu HK Púchov. Následně zamířil do mužstva HK 95 Považská Bystrica, kde hrál v dorostenecké i juniorské soutěži a připsal si také jeden zápas v první slovenské lize za "áčko". V mládeži nadále pokračoval po přestupu do Česka, kde nastupoval za juniorské výběry klubů HC Ytong Brno a HC Kometa Brno. 11. června 2007 podepsal smlouvu s Energií Karlovy Vary, kde uzavřel roční kontrakt s následnou opcí. V sezoně 2007/08 hrál za juniorku Energie a získal s ní ligový titul, nastupoval však rovněž v dresu prvního týmu v české nejvyšší lize. V dalším ročníku pomohl vybojovat "áčku" titul mistra extraligy, ale odehrál také několik utkání formou střídavých startů za mužstvo HC Most z první ligy. V sezoně 2009/10 se Vary nedostaly do play-off a Dej pomohl celku KLH Chomutov k účasti v baráži o nejvyšší soutěž. V květnu 2012 odešel společně s tehdejším spoluhráčem Lukášem Sáblíkem z Karlových Varů do českobudějovického klubu HC Mountfield.
V roce 2013 zamířil do nově vzniklého extraligového týmu Mountfield HK z Hradce Králové, kam se tehdy přesunulo celé českobudějovický mužstvo. Krátce po přesunu si s klubem zahrál na turnaji European Trophy v severní divizi, kde Hradec skončil v konfrontaci s týmy Luleå HF (Švédsko), EC Red Bull Salzburg (Rakousko), HC Škoda Plzeň, HC Kometa Brno, Oulun Kärpät (Finsko), Hamburg Freezers a Eisbären Berlín (oba Německo) na osmém nepostupovém místě. V březnu 2015 podepsal s královéhradeckým vedením nový dvouletý kontrakt. Na konci roku 2016 se s mužstvem Hradce Králové představil na přestižním Spenglerově poháru, kde byl klub nalosován do Torrianiho skupiny společně s celky HC Lugano (Švýcarsko) a Avtomobilist Jekatěrinburg (Rusko) a skončil v základní skupině na druhém místě. Ve čtvrtfinále poté vypadl po prohře 1:5 nad evropským výběrem Kanady. V ročníku 2016/17 s týmem poprvé v jeho historii postoupil v nejvyšší soutěži do semifinále play-off, kde bylo mužstvo vyraženo pozdějším mistrem - Kometou Brno v poměru 2:4 na zápasy, ale Dej společně se spoluhráči a trenéry získal bronzovou medaili.
V květnu 2017 odešel jako volný hráč do klubu HC Vítkovice Ridera a uzavřel s ním víceletou smlouvu.

## Ocenění a úspěchy
- 2016 ČHL – Nejvíce vstřelených branek v oslabení

## Prvenství
- Debut v ČHL - 28. prosince 2007 (HC Energie Karlovy Vary proti HC Vítkovice Steel)
- První gól v ČHL - 2. ledna 2008 (HC Energie Karlovy Vary proti HC Sparta Praha, českému brankáři Tomáši Dubovi)
- První asistence v ČHL - 11. ledna 2008 (HC Energie Karlovy Vary proti HC Moeller Pardubice)

## Klubové statistiky
| Sezóna       | Klub                       | Soutěž       |     | Základní část | Základní část | Základní část | Základní část | Základní část |    | Play off | Play off | Play off | Play off | Play off |
| Sezóna       | Klub                       | Soutěž       | Z   | G             | A             | B             | TM            | Z             | G  | A        | B        | TM       |          |          |
| 2003/2004    | HK 95 Považská Bystrica 18 | SHL-18       | 18  | 13            | 3             | 16            | 6             | —             | —  | —        | —        | —        |          |          |
| 2003/2004    | HK 95 Považská Bystrica 20 | 1.SHL-20     | 3   | 0             | 1             | 1             | 2             | —             | —  | —        | —        | —        |          |          |
| 2004/2005    | HK 95 Považská Bystrica 18 | SHL-18       | 37  | 17            | 16            | 33            | 12            | —             | —  | —        | —        | —        |          |          |
| 2004/2005    | HK 95 Považská Bystrica    | 1.SHL        | 1   | 0             | 0             | 0             | 0             | —             | —  | —        | —        | —        |          |          |
| 2005/2006    | HC Ytong Brno 20           | ČHL-20       | 37  | 8             | 7             | 15            | 20            | —             | —  | —        | —        | —        |          |          |
| 2006/2007    | HC Kometa Brno 20          | ČHL-20       | 42  | 13            | 18            | 31            | 22            | —             | —  | —        | —        | —        |          |          |
| 2007/2008    | HC Energie Karlovy Vary 20 | ČHL-20       | 36  | 29            | 22            | 51            | 14            | 11            | 6  | 5        | 11       | 10       |          |          |
| 2007/2008    | HC Energie Karlovy Vary    | ČHL          | 13  | 1             | 1             | 2             | 4             | —             | —  | —        | —        | —        |          |          |
| 2008/2009    | HC Energie Karlovy Vary    | ČHL          | 52  | 3             | 6             | 9             | 4             | 16            | 1  | 5        | 6        | 12       |          |          |
| 2008/2009    | HC Most                    | 1.ČHL        | 2   | 0             | 3             | 3             | 0             | —             | —  | —        | —        | —        |          |          |
| 2009/2010    | HC Energie Karlovy Vary    | ČHL          | 50  | 7             | 6             | 13            | 24            | —             | —  | —        | —        | —        |          |          |
| 2009/2010    | KLH Chomutov               | 1.ČHL        | 4   | 2             | 1             | 3             | 0             | 2             | 0  | 2        | 2        | 0        |          |          |
| 2010/2011    | HC Energie Karlovy Vary    | ČHL          | 52  | 7             | 8             | 15            | 24            | 5             | 0  | 1        | 1        | 0        |          |          |
| 2011/2012    | HC Energie Karlovy Vary    | ČHL          | 52  | 10            | 15            | 25            | 40            | —             | —  | —        | —        | —        |          |          |
| 2012/2013    | HC Mountfield              | ČHL          | 52  | 9             | 14            | 23            | 16            | 5             | 0  | 0        | 0        | 2        |          |          |
| 2013/2014    | Mountfield HK              | ČHL          | 38  | 10            | 10            | 20            | 6             | 6             | 1  | 1        | 2        | 4        |          |          |
| 2014/2015    | Mountfield HK              | ČHL          | 52  | 12            | 14            | 26            | 26            | 4             | 0  | 0        | 0        | 4        |          |          |
| 2015/2016    | Mountfield HK              | ČHL          | 52  | 15            | 7             | 22            | 26            | 6             | 2  | 0        | 2        | 4        |          |          |
| 2016/2017    | Mountfield HK              | ČHL          | 39  | 10            | 12            | 22            | 14            | 11            | 3  | 1        | 4        | 4        |          |          |
| 2017/2018    | HC Vítkovice Ridera        | ČHL          | 33  | 6             | 7             | 13            | 4             | 4             | 0  | 1        | 1        | 0        |          |          |
| 2018/2019    | HC Vítkovice Ridera        | ČHL          | 52  | 5             | 10            | 15            | 20            | 8             | 0  | 2        | 2        | 0        |          |          |
| 2019/2020    | HC Vítkovice Ridera        | ČHL          | 49  | 11            | 9             | 20            | 20            | —             | —  | —        | —        | —        |          |          |
| 2020/2021    | HC Vítkovice Ridera        | ČHL          | 52  | 5             | 3             | 8             | 14            | 5             | 0  | 1        | 1        | 2        |          |          |
| 2021/2022    | HC Vítkovice Ridera        | ČHL          | 48  | 2             | 6             | 8             | 10            | 9             | 0  | 0        | 0        | 6        |          |          |
| 2022/2023    | HC Vítkovice Ridera        | ČHL          | 52  | 7             | 6             | 13            | 14            | 13            | 2  | 1        | 3        | 2        |          |          |
| 2023/2024    | HC Vítkovice Ridera        | ČHL          | 30  | 3             | 3             | 6             | 8             | 3             | 0  | 0        | 0        | 0        |          |          |
| 2024/2025    | Vlci Žilina                | SHL          | 38  | 4             | 6             | 10            | 6             | 8             | 1  | 1        | 2        | 8        |          |          |
| Celkem v ČHL | Celkem v ČHL               | Celkem v ČHL | 768 | 123           | 137           | 260           | 274           | 117           | 10 | 16       | 26       | 46       |          |          |